# Конечнопорождённый модуль
Конечнопорождённым мо́дулем {\displaystyle M} над ассоциативным кольцом {\displaystyle A} называется такой модуль, который порождается конечным числом своих элементов. Например, для правого модуля это означает, что существует конечное множество элементов {\displaystyle m_{1},m_{2},\ldots ,m_{n}\in M} таких, что любой элемент из {\displaystyle M} представим в виде суммы {\displaystyle m_{1}a_{1}+m_{2}a_{2}+\ldots +m_{n}a_{n}}, где {\displaystyle a_{1},a_{2},\ldots ,a_{n}\in A} — какие-то элементы кольца {\displaystyle A}.
В числе свойств, тесно связанных с конечнопорождённостью — конечнопредставленность, конечносвязанность и когерентность модуля. Над нётеровым кольцом все четыре свойства эквивалентны.
Конечнопорождённые модули над полем — это в точности конечномерные векторные пространства.

## Свойства
Образ конечнопорождённого модуля при гомоморфизме также конечнопорождён. В общем случае, подмодули конечнопорождённого модуля не обязательно являются конечнопорождёнными. Например, рассмотрим кольцо R = Z[x1, x2…] многочленов от бесконечного числа переменных. Это кольцо конечно порождено как R-модуль. Рассмотрим его подмодуль (т. e. идеал), состоящий из всех многочленов с нулевым коэффициентом при константе. Если бы у этого модуля было конечное порождающее множество, то каждый одночлен xi должен бы был содержаться в одном из многочленов этого множества, что невозможно.
Модуль называется нётеровым, если любой его подмодуль конечно порождён. Более того, модуль над нётеровым кольцом является конечнопорождённым тогда и только тогда, когда он является нётеровым.
Пусть 0 → M′ → M → M′′ → 0 — точная последовательность модулей. Если M′ и M′′ здесь конечно порождены, то и M конечно порождён. Верны и некоторые утверждения, частично обратные к данному. Если M конечно порождён и M'' конечно представлен (это более сильное условие, чем конечнопорождённость, см. ниже), то M′ конечно порождён.
В коммутативной алгебре существует определённая связь между конечнопорождённостью и целыми элементами. Коммутативная алгебра A над R называется конечнопорождённой над R, если существует конечное множество её элементов, такое, что A — наименьшее подкольцо A, содержащее R и эти элементы. Это более слабое условие, чем конечнопорождённость: например, алгебра многочленов R[x] — конечнопорождённая алгебра, но не конечнопорождённый модуль. Следующие утверждения эквивалентны:
- A — конечнопорождённый модуль;
- A — конечнопорождённая алгебра, являющаяся целым расширением R.

## Конечно представленные, конечно связанные и когерентные модули
Свойство конечнопорождённости можно сформулировать так: конечнопорождённый модуль M — это модуль, для которого существует эпиморфизм
f : Rk → M.
Рассмотрим теперь эпиморфизм
φ : F → M
из свободного модуля F в M.
- Если ядро эпиморфизма φ конечно порождено, M называется конечно связанным модулем. Поскольку M изоморфно F/ker(φ), это свойство можно выразить следующими словами: M получается из свободного модуля добавлением конечного числа соотношений.
- Если ядро эпиморфизма φ конечно порождено и ранг F конечен, M называется конечно представленным модулем. Здесь у M имеется конечное число генераторов (образы генераторов F) и конечное число соотношений (генераторов ker(φ)).
- Когерентный модуль — это конечнопорождённый модуль, все конечнопорождённые подмодули которого конечно представлены.

Если основное кольцо R нётерово, все четыре условия эквивалентны.
Хотя условие когерентности кажется более «громоздким», чем условия конечной связанности и представленности, оно также интересно, потому что категория когерентных модулей является абелевой, в отличие от категории конечнопорождённых или конечно представленных модулей.